# Feline and Strange

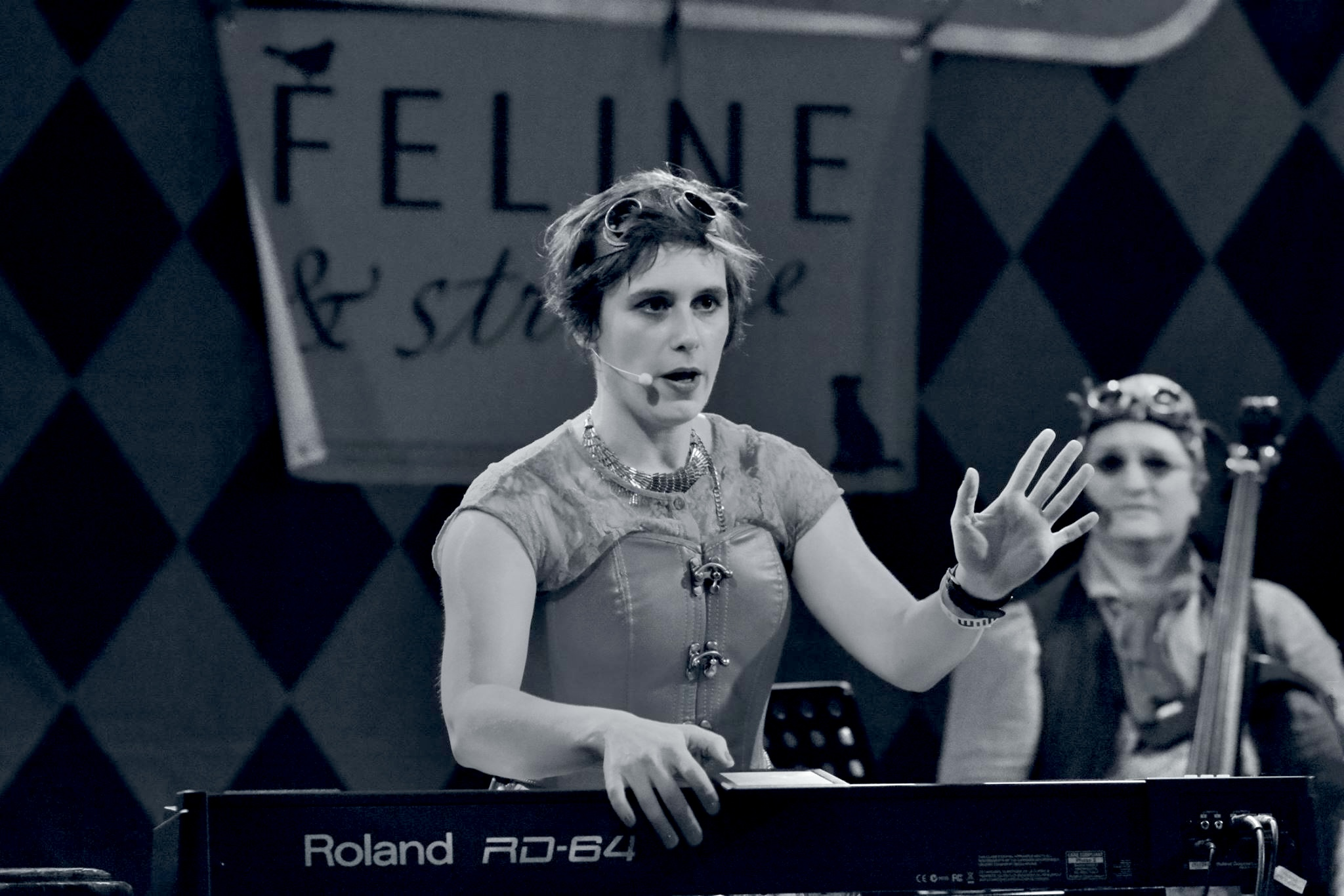
Feline and Strange

Feline and Strange ist eine Wave-/-Dark Cabaret-Band aus Berlin mit Einflüssen aus Oper und elektronischer Musik.

## Geschichte
Die Berliner Opernsängerin Feline Lang gründete die Band 2009 anstelle ihres Opernensembles canteatro. Zunächst ein Duo aus Lang als Songwriterin und Sängerin und dem Pianisten und Elektroproduzenten Chrischto, absolvierte die Band erste Auftritte in Galerien und bei kleineren Festivals. Kurz danach stießen der Posaunist Uli Christenn, der Bassist Marc André Haller und der Perkussionist und Cellist Christoph Klemke dazu, dafür stieg Chrischto aus der Band aus und wurde durch den Jazzpianisten Matti Häcker ersetzt. Die Elektroproduktion übernahm Feline Lang selbst.
Kurzzeitig bestand die Band aus sieben Mitgliedern, mit dem Flamencogitarristen Cristobal und der Harfenistin Brigitte Langnickel-Köhler wurden mehrere Auftritte gespielt, beide danach aus logistischen Gründen aber nur noch als gelegentliche Gäste engagiert.
Die nun fünfköpfige Band veröffentlichte ihr erstes Album Behaviour Anfang 2011. Das Album wurde vor allem von der Jazzpresse gut aufgenommen und die Band spielte vermehrt in Jazzclubs, trotz der immer stärker werdenden elektronischen Ausrichtung.
Das zweite Album Science Fiction wurde besonders durch die Steampunkszene entdeckt und vereinnahmt, und die Band spielte von nun an vorrangig auf einschlägigen Festivals. Mit dem Repertoire dieses Albums gewann das Cello immer mehr an Bedeutung, sodass Christoph Klemke an Schlagzeug und Perkussion durch den Gastschlagzeuger Agustin Strizzi ersetzt wurde.
Anfang 2014 verließ der Posaunist Uli Christenn die Band. Die laufenden Aufnahmen für das neue Album wurden daher mit der Bläserformation Discovery Horns vervollständigt. Zeitgleich entstand die Idee des „Space Radio“, einer kabarettistischen Version der Bühnenshow im kleinen Rahmen. Feline Lang übernahm hier selbst den Klavierpart, die Show wurde zum monatlichen Jour Fixe in Berlins einziger Steampunkbar, der 12Grad Aetherloge.
Ende 2014, während der finalen Arbeiten am geplanten dritten Album, erhielt die Band eine Einladung des renommierten US-Produzenten Jason Rubal, ein Album mit ihm aufzunehmen. Die Band nahm an und produzierte, nunmehr nur mit den drei Kernmitgliedern Feline Lang, Christoph Klemke und Marc André Haller, das Album Lies. Als Gäste sind hier erstmals Brian Viglione am Schlagzeug und Jesse Platts am Klavier zu hören.
Kurz vor der Veröffentlichung von Lies erhielt Feline Lang ein Stipendium des Berliner „musicboard“ und reiste zu einer Residenz nach Marseille. Dort entstand der Grundstock für das fünfte Album der Band, Out, Veröffentlichung voraussichtlich Ende 2016. Außerdem erhielt die Band eine Förderung der Initiative Musik des Deutschen Bundestages für die erste US-Tour im Frühjahr 2015.
Das nicht veröffentlichte Album nahm die Band während dieser Tour erneut auf, ebenfalls mit Jason Rubal und Brian Viglione, und veröffentlichte es 2016 unter dem Titel Truths. Am Bass ist hier allerdings der Koproduzent Tyler KouqJ Garrett zu hören, da Haller aus familiären Gründen nicht an der Tour teilnehmen konnte.
Die Record Release Party für Lies hatte als „Steamball“ den Charakter eines eigenen Festivals angenommen. Da die Band nun durch internationale Auftritte und die Unterstützung durch Rubal in einem regen Austauschprozess mit internationalen Künstlern stand, institutionalisierten sie kurzerhand das Festival, um eine attraktive Auftrittsmöglichkeit für die Gäste aus dem Ausland zu bieten. Der „Steamball“ fand mittlerweile vier Mal in Berlin statt.
Im Frühjahr 2016 reiste die Band zum vierten Mal in die USA, tourte und nahm die in Marseille geschriebenen Lieder auf, wieder mit Brian Viglione am Schlagzeug und Tyler KouqJ Garrett am Bass, da Haller kurz zuvor die Band verlassen hatte.
2017 wurde dieses fünfte Album Out veröffentlicht, erstmals nur in elektronischer Form auf motor RaR. Die Tradition des Papier-Artworks führt die Band jedoch fort, verkauft dieses aber nur in ihrem eigenen Webshop. Mit der Tour zum Album spielte das Duo erstmals öfter im Ausland, vor allem in Großbritannien, als in Deutschland. Auch Goth-Festivals in Belgien, den Niederlanden und Italien. wurden bespielt sowie in Deutschland erstmals das größte Festival ihres Genres, das Wave-Gotik-Treffen. 2017 begann Feline Lang eine Kooperation mit der britischen Band birdeatsbaby, aus der Ende des Jahres die Single Cassandra’s Twin hervorgeht.

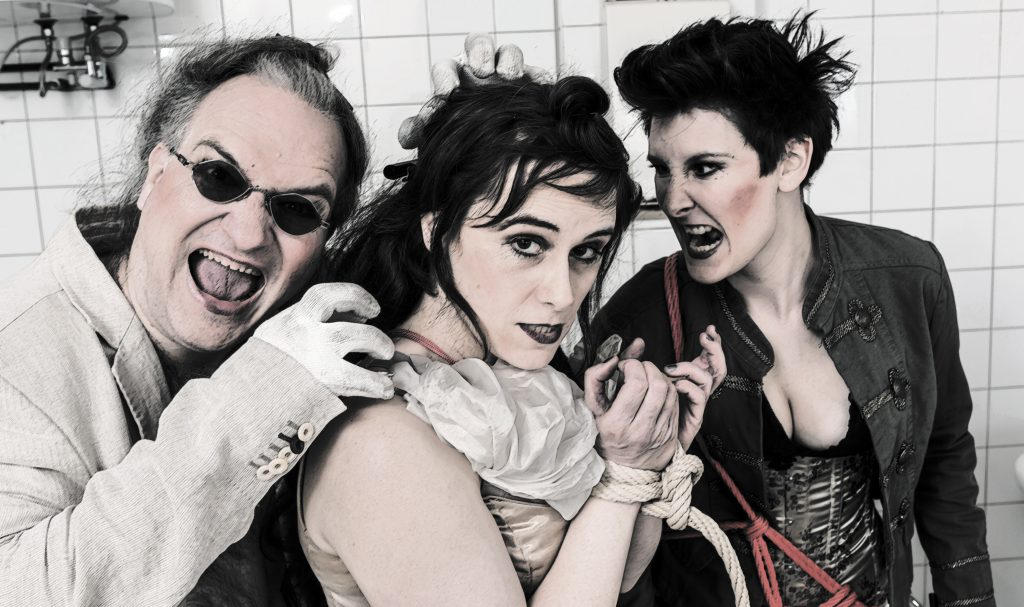
Feline and Strange 2018 (Photo: Merlin Noack)

2018 positionierte sich die Band politisch unter dem Hashtag #howcanartnotbepolitical, engagierte sich für Klimaschutz und gegen Rassismus. Höhepunkt waren Auftritte für Extinction Rebellion, u. a. beim Wave Gotik Treffen 2019. Ende 2018 stieß die neue Schlagzeugerin Rah Hell zur Band. Gemeinsam wurde das Album Trigger Warning entwickelt und Song für Song auf der Crowdfunding-Plattform Patreon vorgestellt. Aufgenommen wurde das Album wieder in den USA, mit der Nachfolgerin von Jason Rubal, Transfrau und Bassistin Taylor KouqJ Bull. Das öffentliche Erscheinungsdatum des Albums wurde mit dem 4. April 2020 angegeben.

## Stil
Die Band entwickelte sich von einer NuJazz-Formation über Elektropop mit Cabaret-Elementen zur heutigen Dark-Wave-/Dark-Cabaret-Band.
Klangdefinierend sind, neben der Stimme der Leadsängerin, das Cello in allen denkbaren Spielweisen und das in ca. 70 % aller Lieder eingesetzte Klavier, sowie die elektronischen Sounds.
Die Kompositionen Langs sind von ihrer Ausbildung und Vergangenheit als Opernsängerin beeinflusst: Ausufernd, episch und opulent, in klassischen Liedstrukturen, oft mit orchestraler Begleitung und dramatischen Höhepunkten.
Ihre Texte auf den ersten Alben dagegen sind meist sarkastisch, tragisch oder zynisch. Neben den Pop-Themen Liebe, Einsamkeit, Selbstfindung stehen die Themen Vernunft, Verantwortung und Wut über das Fehlen derselben im Vordergrund. Langs Werke haben häufig einen stark depressiven Unterton, der jedoch im Sarkasmus oft unterschwellig bleibt. Ab OUT (2017) ändert sich das, und Tod, Selbstmord, Verzweiflung, aber auch politische Themen wie Flucht, Gender, Gentrifizierung und Umwelt, werden direkt angesprochen. Auch über ihre Depressionen schreibt Lang nun offen.
Lang kreiert auch das Artwork für die Band, in Video, Bild und Bühnenshow erzählt sie zwischen Science Fiction und Truths mit Novelle, Comic und Onlinespiel die Geschichte gestrandeter Aliens, die die Menschen bestaunen und einen Weg nach Hause suchen.
Diese Backstory wird auch auf den Konzerten erzählt und in Kostümen, inszenierten Dialogen und Handlungen umgesetzt. Die Shows erhalten damit eher den Charakter eines Musiktheaters oder einer Revue.

## Bandpolitik
Die Band veröffentlicht alle ihre Werke über Patreon, aber auch über das kostenlose Streamingportal bandcamp.com. Alle Werke der Band sind GEMA-frei, und die Band fordert in ihren Booklets ausdrücklich zum Teilen der Musik auf. Für Inhaber der Originale gibt es dafür Bonustracks, Rätsel und weitere Belohnungen, außerdem das teilweise sehr aufwendige Artwork, z. B. ein Buch, ein Comic, eine Metallbox, eine Pop-Up-Box mit Codescheibe.

## Diskografie
Alben
- 2011: Behaviour! (recordJet)[29]
- 2013: Science Fiction (recordJet)[30]
- 2015: Lies (motor RAR)[31]
- 2016: Truths (motor RAR)[32]
- 2017: Out (motor RAR)
- 2020: Trigger Warning (recordJet)

Singles
- 2018: Cassandra’s Twin (recordJet)